# Нейтральная кривая

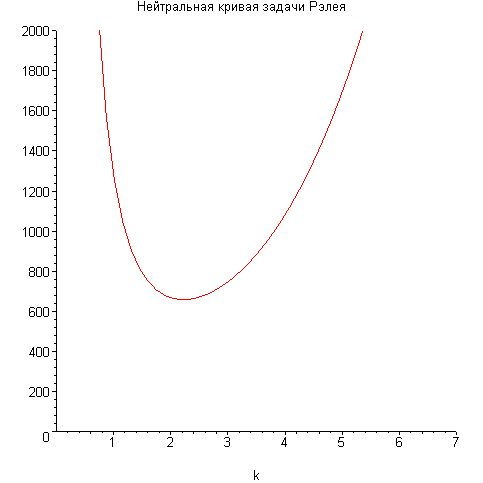
нейтральная кривая задачи Рэлея о конвекции

Нейтральная кривая, кривая нейтральной устойчивости в теории устойчивости — кривая, отображающая границу критической перестройки в системе, приводящей к качественному изменению поведения.
Кривая строится на основании найденной теоретически либо экспериментально зависимости между управляющими параметрами системы.
Наиболее широко понятие нейтральной кривой распространено в теории гидродинамической устойчивости. К примеру, в таких задачах, как течение Пуазейля, неустойчивость Рэлея—Тейлора, неустойчивость Кельвина—Гельмгольца, конвекция Рэлея—Бенара, конвекция в вертикальном слое и др., основной интерес представляет поиск границы хаотизации либо нарушения равновесия в системе. В упомянутых случаях строится зависимость критического значения управляющего параметра, при котором возмущения становятся незатухающими (в теории гидродинамической устойчивости таким параметром служит число Рейнольдса), от длины волны возмущения. Вид нейтральной кривой сильно зависит от профиля скорости невозмущенного течения. Для несжимаемой жидкости нейтральная кривая имеет характерный петлеобразный вид с двумя ветвями (верхней и нижней), асимптотически продолжающимися в направлении роста числа Рейнольдса.